# كويكب نوع-X

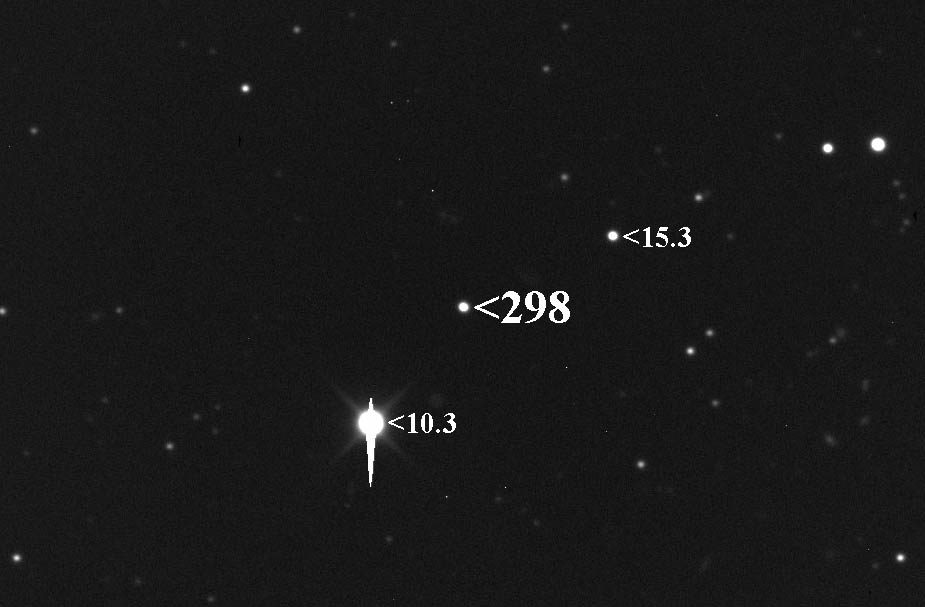

كويكب من النوع أكس أو (X-type) هي مجموعة من الكويكبات التي يتم تصنيفها أسفل هذا النوع، لها طيف متقارب لكن تركيبتها قد تكون مختلفة عن بعضها البعض.

## تصنيف ثولين
في تصنيف ثولين المجموعة أكس تحتوي على:
- النوع إي
- النوع أم , وهو أكبر نوع في المجموعة من ناحية التوافر.
- النوع باي

بسبب أن البياض يلعب دوراً هاماً في هذا التصنيف من حيث التفارق بين الأنواع بالأعلى، فإن بعض الأجرام لم تكن ذات بياض واضح يمكن من خلاله وضعها في مكانها الصحيح، ومثال على ذلك هو الكويكب فيرجينيا 50.

## تصنيف سماس
في تصنيف سماس لا يتم استخدام البياض في عملية التفارق والفرز بين الأنواع المختلفة من الكويكبات، عوضاً عن ذلك يتم استخدام مجموعة متنوعة من الأطياف المختلفة التي تعتمد على خصائص أساسيات الطيف، حيث أن هذه الطريقة لم تكن متوفرة بشكل مجدي في الفترة التي نشأ فيها تصنيف ثولين.
المجموعة أكس في تصنيف سماس تحتوي على:
- النوع أكس، وهو نوع من كويكبات هذه المجموعة تم اعتباره على أنه «النوع المعياري» لأنه يحتوي طيف وسيط بين أنواع هذه المجموعة.
- نوع أكس إي (Xe) , وهو نوع له طيف ذو امتصاص موجي متوسط واسع حوالي 0.49 , يقترح أن سبب ذلك هو تواجد التروليت (FeS) , ويعتقد كذلك أن هناك نوع من الارتباط بين هذا النوع وبين النوع إي في تصنيف ثولين.
- النوع أكس سي (Xc) و أكس كاي (Xk) , وهي كويكبات لها خصائص طيفية واسعة ومحدبة في مدى يتراوح بين 0.55 حتى 0.8 مايكروميتر , يميل هذا الطيف إلى أن يكون منتمياً إلى نوع وسيط بين النوع أكس والنوع كاي.

باستثناء النوع أكس إي لا يوجد فرق ملحوظ بين هذه الأنواع المقسمة في تصنيف سماس وبين الأنواع إي وأم وباي في تصنيف ثولين، كل الأنواع في المجموعة أكس تحتوي على خليط من الكويكبات المصنفة إما إي وأم أو باي.